# 儒格-57半自動手槍
儒格-57（英語：Ruger-57）是一款由美国槍械公司斯特姆-儒格所生產、並於2019年12月推出的半自動手槍，發射FN 5.7×28毫米口徑個人防衛武器子彈。該槍亦是自FN Five-seveN以來，第一款發射5.7×28毫米彈藥的傳統風格半自動手槍。

## 概述
儒格-57具有令人印象深刻的人體工程學設計，包括易於觸及的扳機，M1911樣式的靈巧手動保險，穩固的滑套卡榫和可翻轉裝上的彈匣釋放鈕。
淬硬的鋼坯製成、並且輕巧的滑套具有預鑽絲攻孔，可藉由光學轉接板以輕鬆地裝上光學瞄準鏡。
鋸齒狀照門的風偏和可調仰角，加上可快速尋獲的光纖準星，可實現快速而且準確的射擊。
合金钢製底把經過黑色氮化表面處理，具有耐磨性。
鋼製彈匣可提供兩倍的雙排彈藥容量，而不會造成不必要的體積。
高性能玻璃纖維尼龍所製成的握把具有符合人體工學原理的防滑紋底把，可提供牢固而舒適的握持感。
利用儒格由受保護的內置式擊錘和短行程雙動操作扳機所組成，安全、可靠和成熟，而且專利的安全行動火控系統。刀片狀保險式扳機既舒適，又可平穩地扣動，中斷乾脆，並且具有正向復位功能。
該槍無需任何工具或扣動扳機以下，可安全、輕鬆地可解。
上膛指示器可藉目視確認膛室已上膛與否。
皮卡汀尼樣式附件導軌，可輕鬆裝上戰術燈和雷射瞄準器。
保險功能包括：M1911樣式靈巧的手動保險；整體式扳機保險；輕量化撞針；中性平衡阻鐵，具有顯著接合力，和強大的彈簧張力；和擊錘扣，除非扣動扳機，否則會將防止擊錘與撞針接觸。
彈匣可自由釋放，以便重新裝填彈藥。
隨槍附件還包括：兩具20發（或10發）鋼製彈匣。

## 資料來源
1. 1 2 3 4 5 6  Ruger-57™ Centerfire Pistol Model 16401
2. ↑  https://www.americanrifleman.org/articles/2019/12/31/tested-ruger-57-pistol/
3. ↑  Ruger News—Introducing the Cutting-Edge Ruger-57 Pistol
4. ↑  GunsAmerica Digest.com—Ruger 57 - The Best Ruger Handgun in 5 Decades?
5. ↑  Gun Digest.com—First Look: Ruger 57 Gives Shooters Another 5.7x28mm Option

## 外部連結
- （英文）—Modern Firearms—Ruger-57 pistol （页面存档备份，存于）